# Kurt Gruber
Kurt Gruber (Syrau, Vogtland, Alemania; 21 de octubre de 1904 - Dresde, 24 de diciembre de 1943) fue un político nazi alemán y, entre 1926 y 1931 líder de las Juventudes Hitlerianas.

## Biografía
Antes de la creación de las Juventudes Hitlerianas como organización que unía a todos los jóvenes alemanes bajo un solo líder, las juventudes del NSDAP (Partido Nacionalsocialista Obrero Alemán) habían estado divididas en varios grupos, uno de ellos fue la Schilljugend, que nació de la unión de los Freikorps de Gerhard Rossbach (Salzburgo, 1924) y de la unión de estos con los nacionalsocialistas, grupo del cual fue líder primero Edmund Heines y posteriormente, Werner Lass. La Schilljugend había tomado el puesto que había dejado libre la obra de Lenk, aunque eso sí, junto con el legado que dejó este último y sus organizaciones juveniles, como la Vaterländische Jugendverband Groβdeutschland (Unión Juvenil Patriótica) y Deutsche Wehrjugend (Juventud de Defensa Alemana), pero al ser esta nueva organización poco cercana a los jóvenes que provenían de familias obreras, los resultados no fueron los esperados.
Fue así como Gruber creó su propia organización juvenil, y se puso contra la Schilljugend, manteniendo, así como lo hacía Adolf Hitler, las inconveniencias de esta organización frente a la realidad de Alemania y las necesidades de los jóvenes obreros. En julio de 1926, gracias al Dr. Ziegler, las distintas organizaciones juveniles del NSDAP se unieron en una sola llamada Hitlerjugend, Juventud Hitleriana, de la cual el mismo Kurt Gruber pasó a ser el primer líder, además de convertirse en asesor en la jefatura del NSDAP en lo que a juventud alemana se refería.
Murió en Dresde en 1943 de una apoplejía.